# Congiunzione (astronomia)

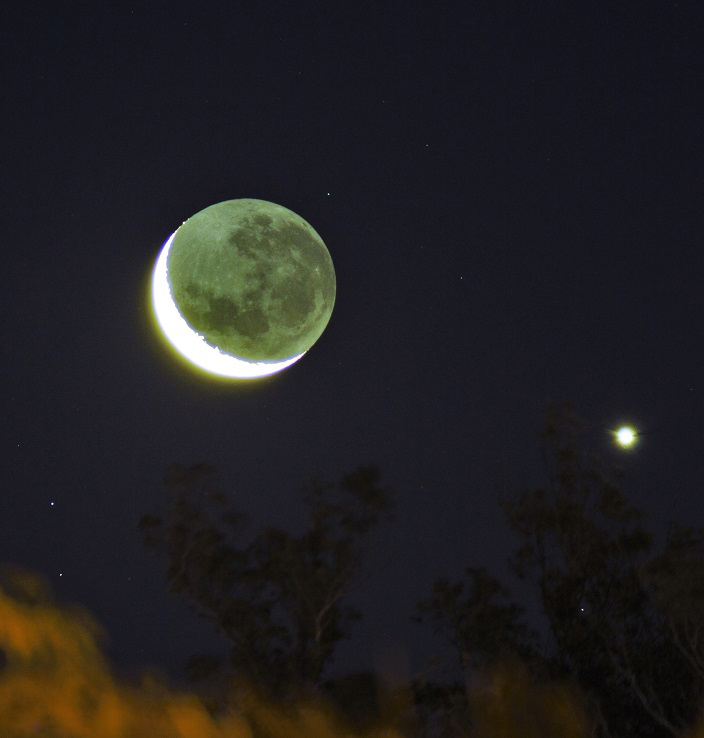
Congiunzione visiva tra la Luna e il pianeta Venere, i due oggetti più luminosi nel cielo notturno.

In astronomia la congiunzione è una configurazione celeste che si verifica quando due o più astri, visti dalla Terra, riescono ad essere osservati all'interno di uno stesso campo visivo (ad esempio di un binocolo o di un telescopio), a causa della loro declinazione ed ascensione retta di quel momento. Per esempio per quanto riguarda il sistema Sole-Terra-Luna, la Luna è in congiunzione col Sole al novilunio, quando cioè trovandosi tra il Sole e la Terra, rivolge a quest'ultima il suo emisfero non illuminato.
Si definisce altresì una congiunzione eclittica (anche detta in longitudine) quando due astri si trovano sullo stesso meridiano di eclittica: le loro longitudini eclittiche sono uguali. Si considera poi una congiunzione equatoriale (anche detta in ascensione retta), che si verifica quando la differenza in ascensione retta fra i due astri è nulla. La congiunzione equatoriale non avviene in genere nello stesso istante della congiunzione eclittica.

## Congiunzione di un pianeta col Sole

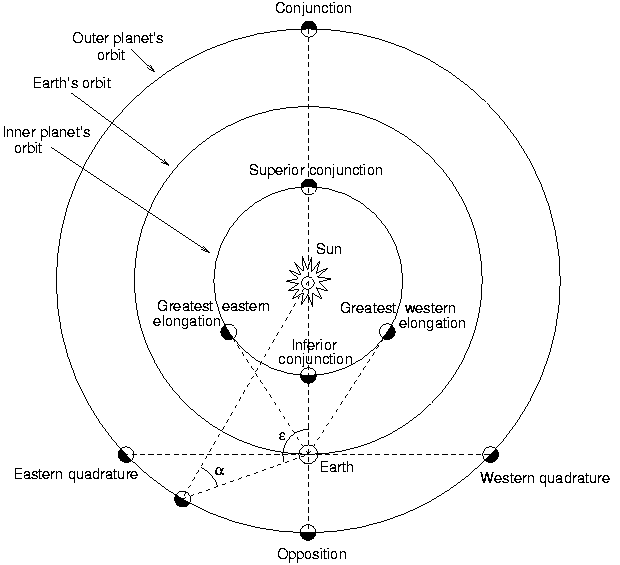
Immagine illustrante diversi casi di configurazioni planetarie rispetto al sole

Si dice che un pianeta e il Sole sono in congiunzione in longitudine o congiunzione eclittica, se l'elongazione del pianeta è nulla.

### Pianeti interni
Nel caso di un pianeta interno (cioè con una distanza dal Sole minore di quella della Terra: Mercurio o Venere), la congiunzione può presentarsi in due configurazioni diverse. Se il pianeta si trova nella stessa direzione della Terra rispetto al Sole si ha cioè una configurazione Terra - pianeta interno - Sole, si dice che esso è in congiunzione inferiore; questa posizione corrisponde alla minima distanza dalla Terra. Quando, invece, si trova in direzione opposta dalla Terra rispetto al Sole (si ha cioè una configurazione Terra - Sole - pianeta interno), si dice che esso è in congiunzione superiore; questa posizione corrisponde alla massima distanza dalla Terra.

### Pianeti esterni
Quando un pianeta esterno si trova allineato all'estremo opposto rispetto al Sole, si dice che si ha una congiunzione.

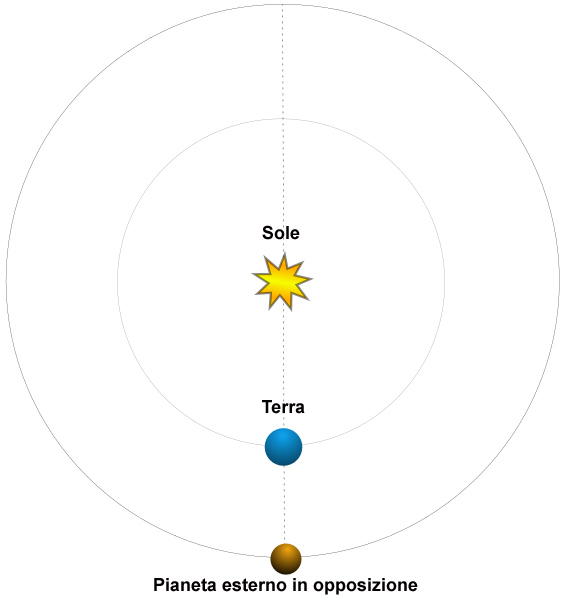
L'opposizione di un pianeta esterno rispetto al Sole

Invece quando un pianeta esterno si trova allineato con la Terra compresa fra Sole e pianeta, il pianeta dicesi in opposizione.

### Moto retrogrado
Quando un pianeta interno è in congiunzione inferiore o un pianeta esterno è in opposizione si verifica un moto apparente retrogrado.

## Altre congiunzioni planetarie
Possono verificarsi congiunzioni di due pianeti fra loro o di un pianeta con una stella o congiunzioni multiple, che implicano più corpi celesti.
Quando Giove e Saturno sono in congiunzione si dice che è in corso una "grande congiunzione" (o Congiunzione Giove-Saturno). Se inoltre i due pianeti si trovano almeno approssimativamente in opposizione rispetto al Sole si verifica una congiunzione tripla.

## Grandi congiunzioni recentemente avvenute

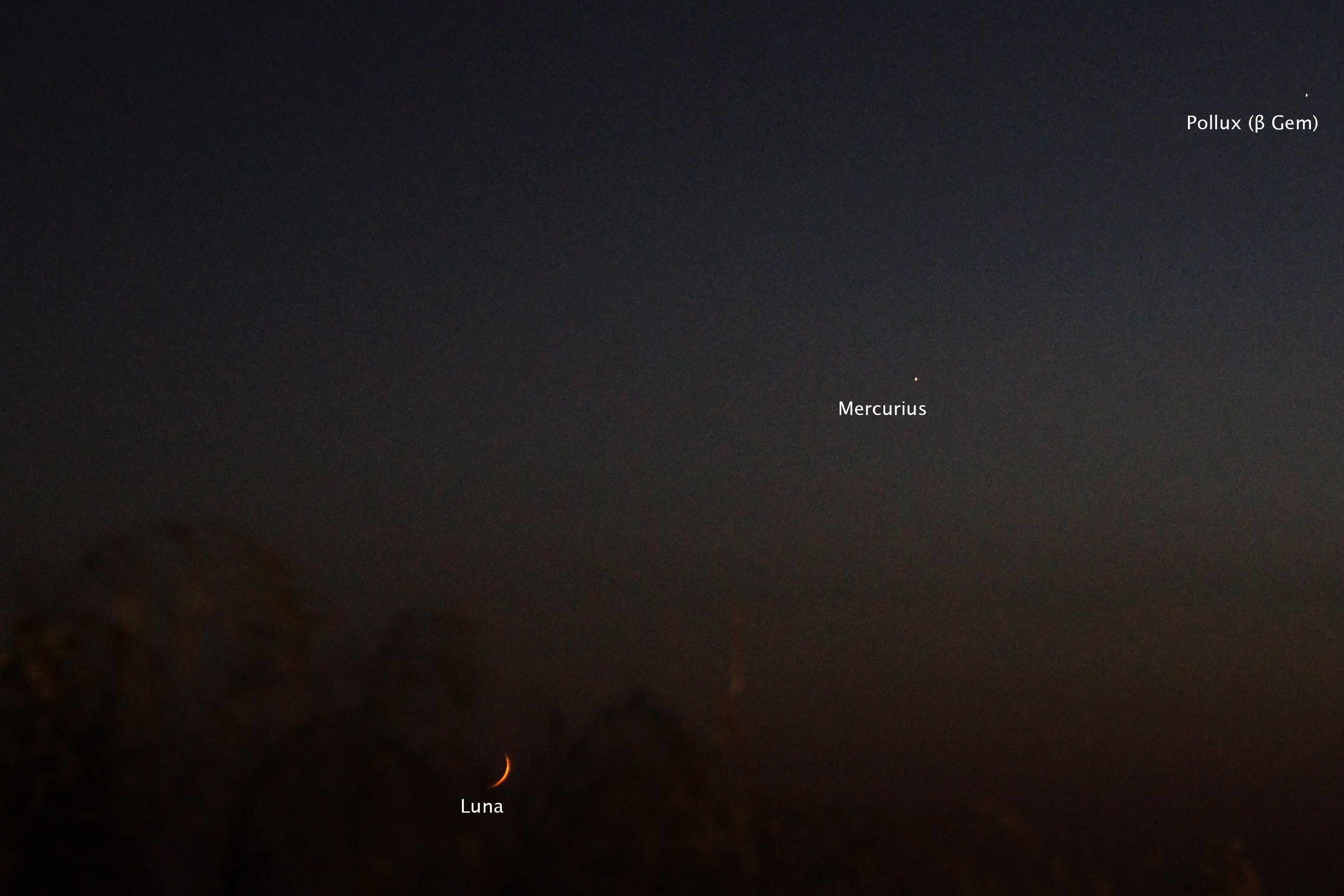
Congiunzione della Luna e di Mercurio del 21 giugno 2012. È visibile pure Polluce (β Gem) della costellazione dei Gemelli.

### 2000
Nel maggio del 2000, avvenne una rara grande congiunzione nella quale diversi pianeti giacevano nel cielo terrestre nelle vicinanze del Sole, ed ebbero luogo diversi congiunzioni. Giove, Mercurio e Saturno furono in congiunzione con il Sole nel periodo 8-10 maggio. Questi tre pianeti a loro volta erano in congiunzione tra loro e con Venere per un periodo di qualche settimana. Tuttavia, la maggior parte di queste congiunzioni non fu visibile dalla Terra a causa della luminosità del Sole. La NASA come data di congiunzione segnalò il 5 maggio.

### 2002
Venere, Marte e Saturno apparvero vicini in cielo ai primi di maggio del 2002, con una congiunzione di Marte e Saturno verificatasi il 4 maggio. A questa è seguita una congiunzione di Venere e Saturno, il 7 maggio, e un'altra di Venere e Marte, il 10 maggio, quando la loro separazione angolare era di solo 18 minuti d'arco. Una serie di congiunzioni tra la Luna e, in ordine, Saturno, Marte e Venere ha avuto luogo il 14 maggio

### 2007
Una congiunzione della Luna e di Marte ha avuto luogo il 24 dicembre del 2007 alle ore 1:54 UTC, quando la Luna era vicina alla fase di Luna piena e nel momento in cui Marte era in opposizione al Sole. Marte e la Luna sono apparsi vicini nel cielo in tutto il mondo, mentre per gli osservatori di alcune località dell'estremo nord della Terra hanno avuto la possibilità di osservare l'occultazione del pianeta. Una congiunzione simile ha avuto luogo il 21 maggio 2016.

### 2008
Una congiunzione di Venere e Giove si è verificata il 1º dicembre 2008, e parecchie ore più tardi entrambi i pianeti, separatamente, si sono trovati in congiunzione con la Luna crescente. Una occultazione di Venere da parte della Luna fu visibile dall'Europa e dall'Africa nord-occidentale.

### 2015
Il 30 giugno Venere e Giove si sono avvicinati notevolmente in una congiunzione planetaria, e lo stesso successe tra il 26 e 27 ottobre; in quest'ultima occasione, poco dopo alla congiunzione di Venere e Giove, si è unito anche Marte, formando in cielo un luminoso triangolo composto dai tre pianeti.

### 2017
Il 22 marzo si ebbe un raro allineamento simile a quelli avvenuti il 2 luglio 1987, il 24 aprile 2001 ed il 13 ottobre 2007.

### 2020
Nei giorni del 20, 21 e 22 dicembre 2020, si è potuto osservare un raro allineamento dei pianeti Giove-Saturno ad Ovest del cielo. Si è potuto infatti vedere anche ad occhio nudo i due giganti gassosi "vicini" nel cielo dalla prospettiva della Terra. Questa congiunzione ha luogo ogni 20 anni. Il massimo allineamento è stato il 21 dicembre 2020, non erano così allineati dal 1623.

## Congiunzioni di pianeti nell'ascensione retta 2005-2012

### 2005
| Data             | Tempo UTC | Pianeta  | Distanza angolare | Pianeta | Elongazione al Sole |
| ---------------- | --------- | -------- | ----------------- | ------- | ------------------- |
| 4 gennaio 2005   | 07:04:06  | Venere   | 7°27' sud di      | Plutone | 20,8° Ovest         |
| 5 gennaio 2005   | 00:58:49  | Mercurio | 6°59' sud di      | Plutone | 21,6° Ovest         |
| 14 gennaio 2005  | 00:40:51  | Mercurio | 21' sud di        | Venere  | 18.5° Ovest         |
| 29 gennaio 2005  | 07:05:35  | Marte    | 8°15' sud di      | Plutone | 45,5° Ovest         |
| 8 febbraio 2005  | 01:29:22  | Mercurio | 2°04' sud di      | Nettuno | 4.2° Ovest          |
| 14 febbraio 2005 | 19:15:10  | Venere   | 58' sud di        | Nettuno | 10.7° Ovest         |
| 20 febbraio 2005 | 00:46:34  | Mercurio | 1°00' sud di      | Urano   | 4.9° Est            |
| 4 marzo 2005     | 03:31:36  | Venere   | 41' sud di        | Urano   | 6.6° Ovest          |
| 28 marzo 2005    | 22:31:53  | Mercurio | 4°49' sud di      | Venere  | 1.5° Ovest          |
| 13 aprile 2005   | 00:26:23  | Marte    | 1°15' sud di      | Nettuno | 66.0° Ovest         |
| 14 maggio 2005   | 20:24:10  | Marte    | 1°11' sud di      | Urano   | 73.8° Ovest         |
| 25 giugno 2005   | 21:22:52  | Venere   | 1°18' sud di      | Saturno | 22.8° Est           |
| 26 giugno 2005   | 06:13:43  | Mercurio | 1°25' nord di     | Saturno | 22.5° Est           |
| 27 giugno 2005   | 20:18:55  | Mercurio | 5' sud di         | Venere  | 23.3° Est           |
| 7 luglio 2005    | 08:21:22  | Mercurio | 1°38' sud di      | Venere  | 25.8° Est           |
| 2 settembre 2005 | 12:05:52  | Venere   | 1°22' sud di      | Giove   | 38.7° Est           |
| 6 ottobre 2005   | 07:01:37  | Mercurio | 1°28' sud di      | Giove   | 12.6° Est           |
| 29 ottobre 2005  | 16:11:20  | Venere   | 11°08' sud di     | Plutone | 46,8° Est           |
| 31 dicembre 2005 | 15:55:12  | Mercurio | 7°36' sud di      | Plutone | 14,9° Ovest         |

### 2006
| Data              | Tempo UTC | Pianeta  | Distanza angolare | Pianeta | Elongazione al Sole |
| ----------------- | --------- | -------- | ----------------- | ------- | ------------------- |
| 17 gennaio 2006   | 02:23:03  | Mercurio | 7°53' sud di      | Venere  | 6.5° Ovest          |
| 1º febbraio 2006  | 12:13:51  | Mercurio | 1°57' nord di     | Nettuno | 4.5° Est            |
| 14 febbraio 2006  | 15:40:57  | Mercurio | 2' nord di        | Urano   | 14.1° Est           |
| 26 marzo 2006     | 21:02:41  | Venere   | 1°52' nord di     | Nettuno | 46.5° Ovest         |
| 18 aprile 2006    | 12:27:31  | Venere   | 19' nord di       | Urano   | 45.0° Ovest         |
| 17 giugno 2006    | 22:50:40  | Marte    | 35' nord di       | Saturno | 42.0° Est           |
| 20 agosto 2006    | 22:40:10  | Mercurio | 31' nord di       | Saturno | 11.2° Ovest         |
| 26 agosto 2006    | 23:09:47  | Venere   | 4' nord di        | Saturno | 16.3° Ovest         |
| 15 settembre 2006 | 20:32:28  | Mercurio | 10' sud di        | Marte   | 12.1° Est           |
| 24 ottobre 2006   | 19:44:11  | Venere   | 43' nord di       | Marte   | 0.6° Ovest          |
| 25 ottobre 2006   | 21:42:16  | Mercurio | 3°56' sud di      | Giove   | 21.2° Est           |
| 28 ottobre 2006   | 16:32:15  | Mercurio | 3°43' sud di      | Giove   | 19.1° Est           |
| 7 novembre 2006   | 13:36:58  | Mercurio | 1°14' sud di      | Venere  | 2.8° Est            |
| 11 novembre 2006  | 17:51:38  | Mercurio | 39' nord di       | Marte   | 6.2° Ovest          |
| 15 novembre 2006  | 22:52:15  | Venere   | 27' sud di        | Giove   | 4.8° Est            |
| 8 dicembre 2006   | 07:56:23  | Venere   | 7°30' sud di      | Plutone | 10,3° Est           |
| 9 dicembre 2006   | 20:17:18  | Mercurio | 1°02' nord di     | Marte   | 15.1° Ovest         |
| 10 dicembre 2006  | 16:31:09  | Mercurio | 8' nord di        | Giove   | 14.8° Ovest         |
| 11 dicembre 2006  | 23:34:02  | Marte    | 49' sud di        | Giove   | 15.7° Ovest         |
| 25 dicembre 2006  | 22:36:44  | Mercurio | 7°48' sud di      | Plutone | 15.7° Ovest         |

### 2007
| Data             | Tempo UTC | Pianeta  | Distanza angolare | Pianeta | Elongazione al Sole |
| ---------------- | --------- | -------- | ----------------- | ------- | ------------------- |
| 13 gennaio 2007  | 14:35:37  | Marte    | 7°19' sud di      | Plutone | 25,4° Ovest         |
| 18 gennaio 2007  | 18:10:50  | Venere   | 1°25' sud di      | Nettuno | 20.1° Est           |
| 26 gennaio 2007  | 06:46:07  | Mercurio | 1°28' sud di      | Nettuno | 12.7° Est           |
| 7 febbraio 2007  | 13:13:57  | Venere   | 44' sud di        | Urano   | 24.6° Est           |
| 25 marzo 2007    | 07:23:59  | Marte    | 1°00' sud di      | Nettuno | 43.2° Ovest         |
| 1º aprile 2007   | 06:59:14  | Mercurio | 1°37' sud di      | Urano   | 25.0° Ovest         |
| 28 aprile 2007   | 18:57:38  | Marte    | 44' sud di        | Urano   | 50.6° Ovest         |
| 2 luglio 2007    | 00:44:38  | Venere   | 46' sud di        | Saturno | 42.6° Est           |
| 9 agosto 2007    | 08:46:28  | Venere   | 8°29' sud di      | Saturno | 10.6° Est           |
| 15 agosto 2007   | 22:59:23  | Mercurio | 10°04' nord di    | Venere  | 1.8° Est            |
| 18 agosto 2007   | 11:30:22  | Mercurio | 30' nord di       | Saturno | 3.2° Est            |
| 15 ottobre 2007  | 14:05:43  | Venere   | 2°56' sud di      | Saturno | 45,8° Ovest         |
| 12 dicembre 2007 | 04:24:10  | Giove    | 6°07' sud di      | Plutone | 8,7° Est            |
| 19 dicembre 2007 | 19:58:57  | Mercurio | 7°50' sud di      | Plutone | 2,0° Est            |
| 20 dicembre 2007 | 21:46:21  | Mercurio | 1°48' sud di      | Giove   | 1,9° Est            |

### 2008
| Data              | Tempo UTC | Pianeta  | Distanza angolare | Pianeta | Elongazione al Sole |
| ----------------- | --------- | -------- | ----------------- | ------- | ------------------- |
| 23 gennaio 2008   | 04:14:53  | Mercurio | 20' nord di       | Nettuno | 18.5° Est           |
| 24 gennaio 2008   | 06:59:58  | Venere   | 5°10' sud di      | Plutone | 33,7° Ovest         |
| 1º febbraio 2008  | 04:14:53  | Mercurio | 3°11' nord di     | Nettuno | 9° Est              |
| 1º febbraio 2008  | 12:35:21  | Venere   | 35' nord di       | Giove   | 32° Ovest           |
| 26 febbraio 2008  | 02:34:04  | Mercurio | 1°20' nord di     | Venere  | 26.1° Ovest         |
| 6 marzo 2008      | 20:14:29  | Venere   | 36' sud di        | Nettuno | 24° Ovest           |
| 9 marzo 2008      | 02:48:02  | Mercurio | 56' sud di        | Nettuno | 26.2° Ovest         |
| 23 marzo 2008     | 10:13:50  | Mercurio | 1°03' sud di      | Venere  | 20.3° Ovest         |
| 27 marzo 2008     | 17:00:46  | Venere   | 45' sud di        | Urano   | 18,6° Ovest         |
| 28 marzo 2008     | 19:02:26  | Venere   | 14' sud di        | Saturno | 18° Est             |
| 8 giugno 2008     | 00:51:42  | Mercurio | 2°59' sud di      | Venere  | 0.3° Ovest          |
| 11 luglio 2008    | 06:27:25  | Marte    | 42' sud di        | Saturno | 46,2° Est           |
| 13 agosto 2008    | 19:02:26  | Venere   | 14' a sud di      | Saturno | 18° est             |
| 16 agosto 2008    | 00:03:43  | Mercurio | 42' a sud di      | Saturno | 16.1° est           |
| 23 agosto 2008    | 05:08:57  | Mercurio | 1°15' a sud di    | Venere  | 20.5° est           |
| 11 settembre 2008 | 04:50:56  | Mercurio | 3°34' a sud di    | Venere  | 25.4° est           |
| 11 settembre 2008 | 20:36:33  | Venere   | 20' a nord di     | Marte   | 25.´5° est          |
| 12 settembre 2008 | 20:59:16  | Mercurio | 3°26' a sud di    | Marte   | 25.3° est           |
| 19 settembre 2008 | 05:13:06  | Mercurio | 4°08' a sud di    | Marte   | 23.3° est           |
| 12 novembre 2008  | 06:27:14  | Venere   | 7°53' a sud di    | Plutone | 39,4° est           |
| 1º dicembre 2008  | 00:36:13  | Venere   | 2°02' a sud di    | Giove   | 42.7° ovest         |
| 12 dicembre 2008  | 18:12:39  | Mercurio | 7°44' a sud di    | Plutone | 9,6° est            |
| 27 dicembre 2008  | 01:50:46  | Venere   | 1°45' a sud di    | Nettuno | 46.2° est           |
| 28 dicembre 2008  | 18:13:36  | Marte    | 6°22' a sud di    | Plutone | 6,3° ovest          |
| 31 dicembre 2008  | 05:54:23  | Mercurio | 1°17' a sud di    | Giove   | 18.6° est           |

### 2009
| Data              | Tempo UTC | Pianeta  | Distanza angolare | Pianeta | Elongazione al Sole |
| ----------------- | --------- | -------- | ----------------- | ------- | ------------------- |
| 18 gennaio 2009   | 06:19:19  | Mercurio | 3°15' a nord di   | Giove   | 4.7° est            |
| 23 gennaio 2009   | 15:34:10  | Venere   | 1°24' a nord di   | Urano   | 46.3° est           |
| 26 gennaio 2009   | 18:23:39  | Mercurio | 4°25' a nord di   | Marte   | 13.5° ovest         |
| 17 febbraio 2009  | 09:35:27  | Marte    | 35' a sud di      | Giove   | 18.8° ovest         |
| 24 febbraio 2009  | 03:08:31  | Mercurio | 37' a nord di     | Giove   | 24.1° ovest         |
| 1º marzo 2009     | 20:21:59  | Mercurio | 36' a sud di      | Marte   | 21.8° ovest         |
| 5 marzo 2009      | 00:52:04  | Mercurio | 1°39' a sud di    | Nettuno | 19,9° ovest         |
| 8 marzo 2009      | 04:18:03  | Marte    | 48' a sud di      | Nettuno | 22.9° ovest         |
| 21 marzo 2009     | 21:36:59  | Mercurio | 1°24' a sud di    | Urano   | 8.3° ovest          |
| 27 marzo 2009     | 11:31:44  | Mercurio | 10°37' a sud di   | Venere  | 4° ovest            |
| 15 aprile 2009    | 03:46:10  | Marte    | 28' a sud di      | Urano   | 30.9° ovest         |
| 18 aprile 2009    | 16:22:43  | Venere   | 5°36' a nord di   | Marte   | 29.8° ovest         |
| 25 maggio 2009    | 14:20:29  | Giove    | 24' a sud di      | Nettuno | 98° ovest           |
| 19 giugno 2009    | 14:16:32  | Venere   | 2°02' a sud di    | Marte   | 44.6° ovest         |
| 13 luglio 2009    | 17:22:12  | Giove    | 37' a sud di      | Nettuno | 145.5° ovest        |
| 18 agosto 2009    | 21:20:26  | Mercurio | 3°27' a sud di    | Saturno | 25.4° est           |
| 20 settembre 2009 | 12:26:59  | Mercurio | 5°24' a sud di    | Saturno | 3° ovest            |
| 8 ottobre 2009    | 09:19:27  | Mercurio | 19' a sud di      | Saturno | 17.6° ovest         |
| 13 ottobre 2009   | 15:39:41  | Venere   | 34' a sud di      | Saturno | 22.1° ovest         |
| 7 dicembre 2009   | 06:57:29  | Mercurio | 7°29' a sud di    | Plutone | 17,1° est           |
| 20 dicembre 2009  | 05:35:39  | Giove    | 34' a sud di      | Nettuno | 55.6° est           |
| 28 dicembre 2009  | 04:21:10  | Venere   | 5°24' a sud di    | Plutone | 3,5° ovest          |

### 2010
| Data             | Tempo UTC | Pianeta  | Distanza angolare | Pianeta | Elongazione al Sole |
| ---------------- | --------- | -------- | ----------------- | ------- | ------------------- |
| 21 novembre 2010 | 00:50:16  | Mercurio | 1°41' a sud di    | Marte   | 18.7° est           |
| 13 dicembre 2010 | 22:03:19  | Marte    | 5°26' a sud di    | Plutone | 12,7° est           |
| 14 dicembre 2010 | 03:33:06  | Mercurio | 1°02' a nord di   | Marte   | 12.7° est           |

### 2011
| Data              | Tempo UTC | Pianeta  | Distanza angolare | Pianeta | Elongazione al Sole |
| ----------------- | --------- | -------- | ----------------- | ------- | ------------------- |
| 2 gennaio 2011    | 13:41:09  | Giove    | 34' a sud di      | Urano   | 75° est             |
| 18 gennaio 2011   | 02:28:33  | Mercurio | 4°05' a sud di    | Plutone | 21,9° ovest         |
| 9 febbraio 2011   | 23:24:13  | Venere   | 2°20' a sud di    | Plutone | 44,4° ovest         |
| 20 febbraio 2011  | 13:50:48  | Mercurio | 1°04' a sud di    | Marte   | 3.7° ovest          |
| 20 febbraio 2011  | 17:08:01  | Mercurio | 1°41' a sud di    | Nettuno | 3.2° ovest          |
| 20 febbraio 2011  | 21:28:33  | Marte    | 38' a sud di      | Nettuno | 3,4° ovest          |
| 9 marzo 2011      | 18:00:45  | Mercurio | 22' a nord di     | Urano   | 11.1° est           |
| 16 marzo 2011     | 17:25:56  | Mercurio | 2°20' a nord di   | Giove   | 15.7° ovest         |
| 27 marzo 2011     | 00:37:44  | Venere   | 9' a sud di       | Nettuno | 36.3° ovest         |
| 3 aprile 2011     | 17:42:55  | Marte    | 14' a sud di      | Urano   | 12.4° ovest         |
| 10 aprile 2011    | 20:05:01  | Mercurio | 3°31' a nord di   | Giove   | 2.8° ovest          |
| 19 aprile 2011    | 08:23:49  | Mercurio | 47' a nord di     | Marte   | 15.4° ovest         |
| 22 aprile 2011    | 18:50:51  | Venere   | 55' a sud di      | Urano   | 30° ovest           |
| 1º maggio 2011    | 11:04:55  | Marte    | 24' a nord di     | Giove   | 18.2° ovest         |
| 10 maggio 2011    | 22:46:50  | Mercurio | 2°12' a sud di    | Giove   | 25.3° ovest         |
| 11 maggio 2011    | 09:14:56  | Venere   | 37' a sud di      | Giove   | 25.7° ovest         |
| 20 maggio 2011    | 01:17:23  | Mercurio | 2°21' a sud di    | Marte   | 22.2° ovest         |
| 22 maggio 2011    | 15:13:00  | Venere   | 1°03' a sud di    | Marte   | 22.7° ovest         |
| 15 agosto 2011    | 23:17:56  | Mercurio | 6°21' a sud di    | Venere  | 1.3° ovest          |
| 30 settembre 2011 | 11:07:16  | Venere   | 1°24' a sud di    | Saturno | 11.8° est           |
| 7 ottobre 2011    | 08:58:32  | Mercurio | 1°52' a sud di    | Saturno | 6.1° est            |
| 1º dicembre 2011  | 08:52:19  | Venere   | 5°26' a sud di    | Plutone | 27,2° est           |

### 2012

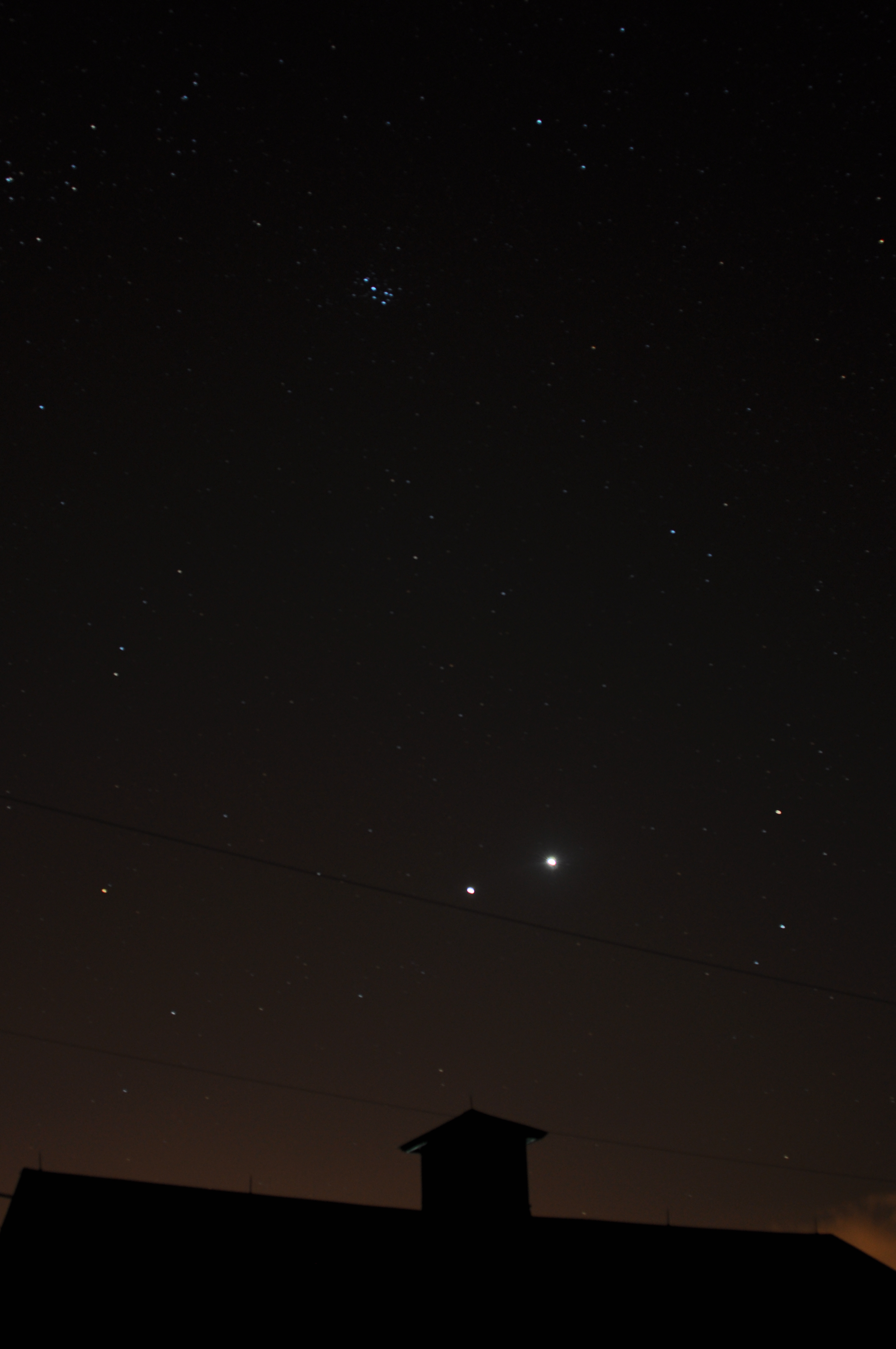
La congiunzione Venere-Giove vista dal cielo a sud-est di New York il 12 marzo 2012 (Venere a destra).

| Data             | Tempo UTC | Pianeta  | Distanza angolare | Pianeta | Elongazione al Sole |
| ---------------- | --------- | -------- | ----------------- | ------- | ------------------- |
| 13 gennaio 2012  | 07:07:30  | Venere   | 1°10' sud di      | Nettuno | 36.4° Est           |
| 13 gennaio 2012  | 08:46:52  | Mercurio | 4°34' sud di      | Plutone | 15,1° Ovest         |
| 10 febbraio 2012 | 05:19:14  | Venere   | 20' nord di       | Urano   | 41.3° Est           |
| 14 febbraio 2012 | 00:40:40  | Mercurio | 1°18' sud di      | Nettuno | 5.5° Est            |
| 6 marzo 2012     | 23:35:54  | Mercurio | 3°05' nord di     | Urano   | 16.7° Est           |
| 15 marzo 2012    | 10:37:46  | Venere   | 3°16' nord di     | Giove   | 44.6° Est           |
| 16 marzo 2012    | 02:11:51  | Mercurio | 4°36' nord di     | Urano   | 8.2° Est            |
| 22 aprile 2012   | 02:00:45  | Mercurio | 2°08' sud di      | Urano   | 26.3° Ovest         |
| 22 maggio 2012   | 07:12:01  | Mercurio | 24' nord di       | Giove   | 6.3° Ovest          |
| 1º giugno 2012   | 20:40:22  | Mercurio | 12' nord di       | Venere  | 6.7° Est            |
| 17 agosto 2012   | 08:46:15  | Marte    | 2°54' sud di      | Saturno | 60.1° Est           |
| 6 ottobre 2012   | 07:06:36  | Mercurio | 3°29' nord di     | Saturno | 16.8° Est           |
| 27 novembre 2012 | 05:14:02  | Venere   | 34' sud di        | Saturno | 29,0° Ovest         |
| 27 novembre 2012 | 11:19:37  | Marte    | 4°33' sud di      | Plutone | 32,3° Est           |